# Zieldarstellungsdrohne

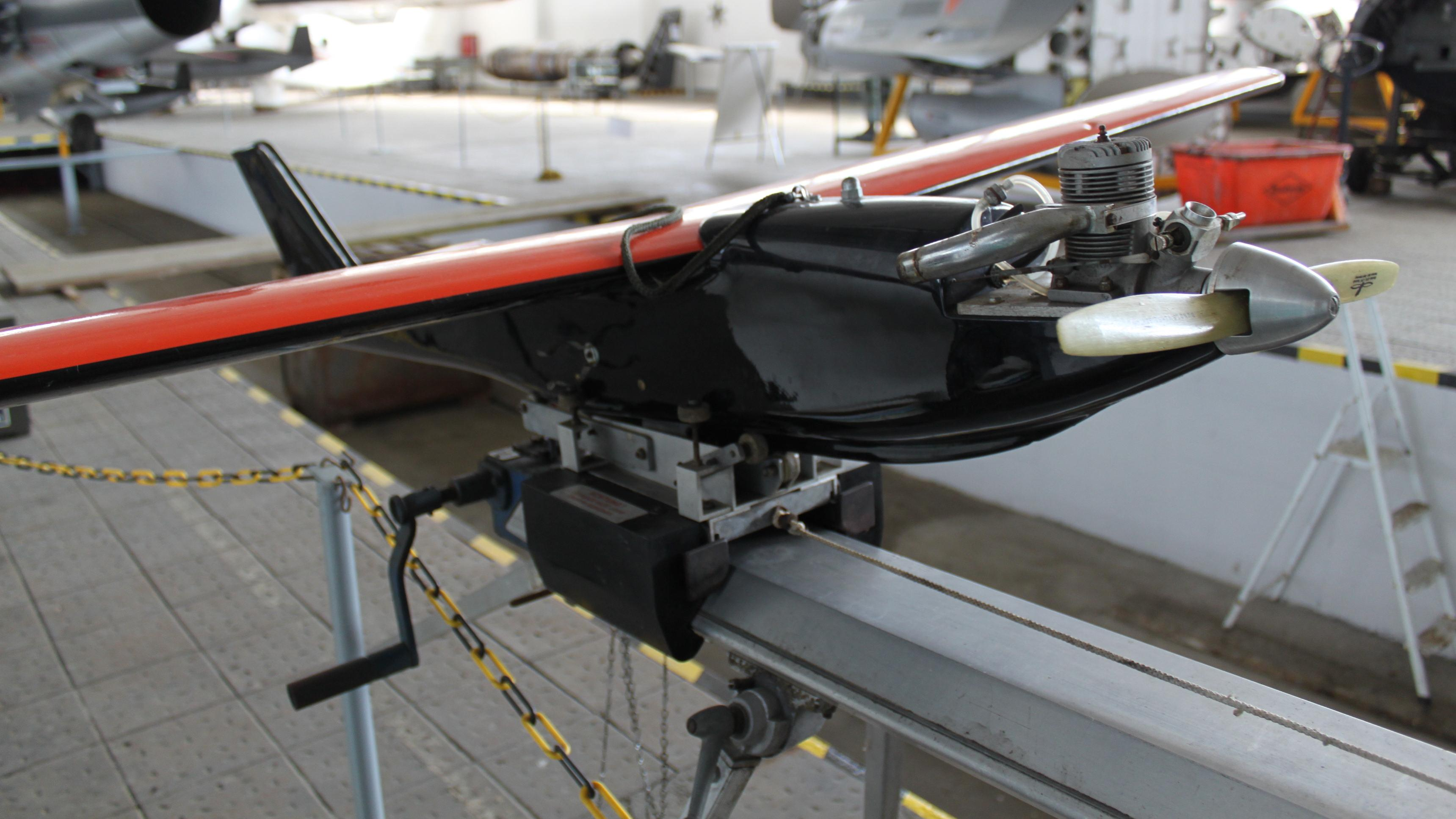
Klein-Ziel-Drohne KZD-2 der Bundeswehr in den 1980er Jahren

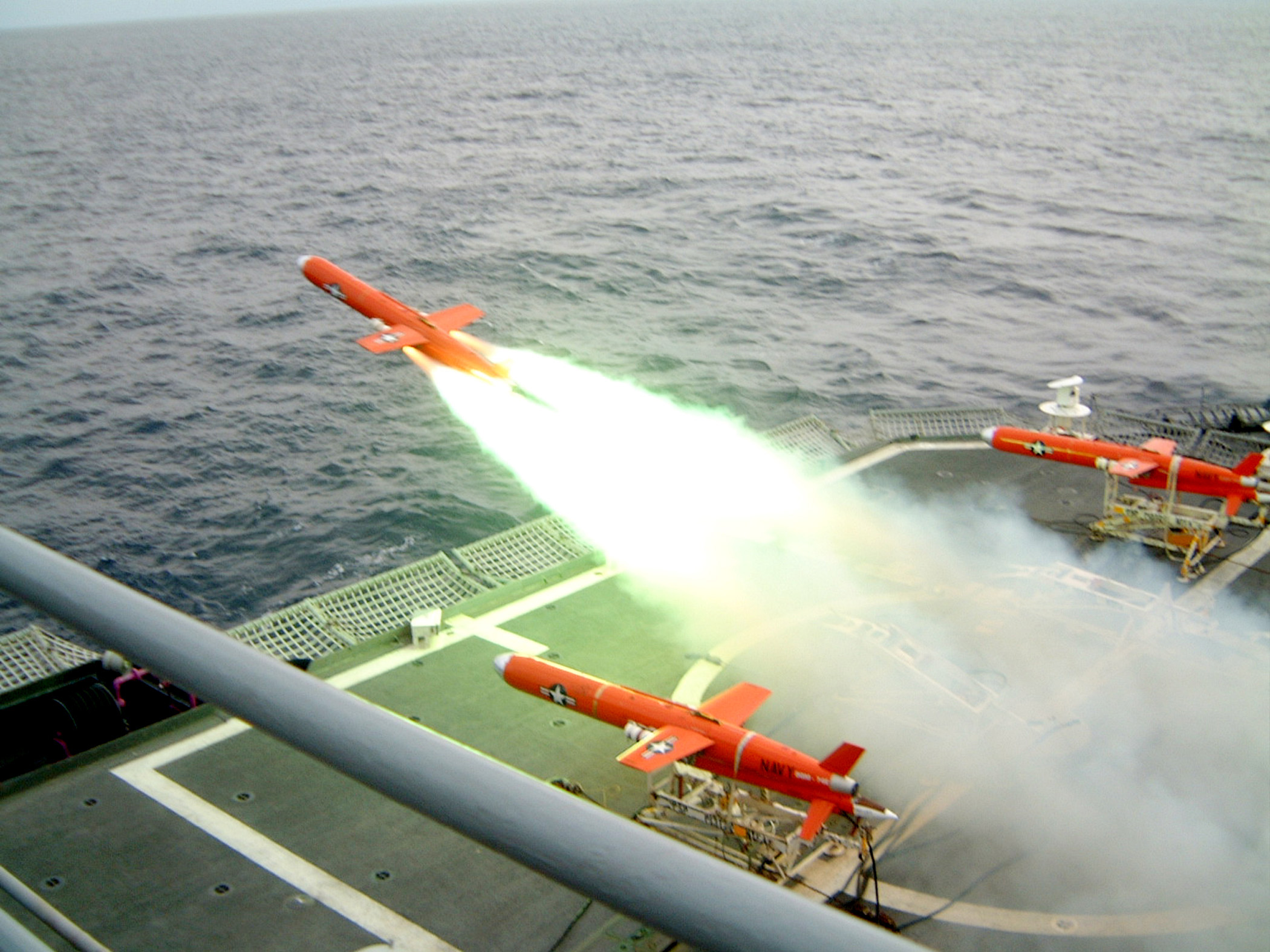
Zieldarstellungsdrohne BQM-74E Chukar im Februar 2002

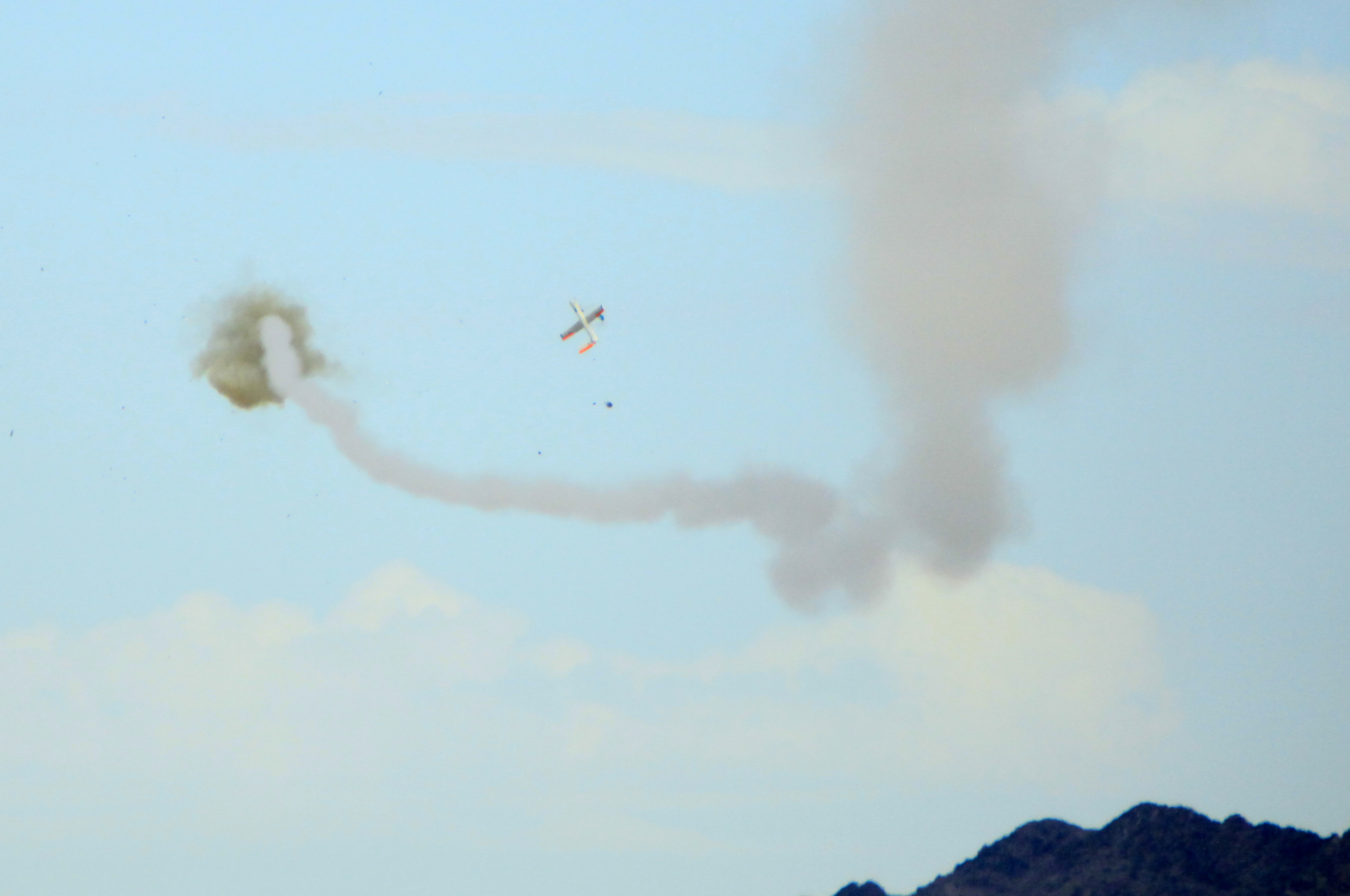
Eine MQM-170 wird von einer Stinger-Rakete abgeschossen

Zieldarstellungsdrohnen sind unbemannte, ferngesteuerte Luftfahrzeuge, die der realitätsnahen Ausbildung und Übung von Flugabwehrkräften dienen.
Durch die Nutzung einer Zieldarstellungsdrohne können Flugabwehrkräfte sehr realitätsnah üben, ein Luftfahrzeug zu erfassen, zu verfolgen und gegebenenfalls abzuschießen, ohne dabei Menschenleben zu gefährden.
Die alternative Verwendung von Schleppkörpern zur Zieldarstellung hat den entscheidenden Nachteil, dass die Zieldarstellung weniger dynamisch erfolgt. Bei Beschuss mit zielsuchenden Flugabwehrraketen wäre die Besatzung des ziehenden Luftfahrzeugs außerdem einer hohen Gefährdung ausgesetzt.
Speziell als Zieldarstellungsdrohnen hergestellte Flugkörper sind unter anderem:
- Airspeed Queen Wasp
- De Havilland Queen Bee
- Miles Queen Martinet
- Ryan Firebee
- GAF Jindivik
- BQM-74 Chukar
- Denel Dynamics SKUA
- Do-DT-Familie
- Mirach 100
- Lawotschkin La-17

In anderen Fällen wurden auch ausgemusterte Flugzeuge zu Zieldarstellungsdrohnen umgebaut, wie die North American L-17, Fairey Firefly, Gloster Meteor, De Havilland DH.110 Sea Vixen, QF-104, QF-102, QF-106 und McDonnell Douglas QF-4. Moderne Drohnen – wie z. B. die Do-DT-Familie – besitzen auch elektronische Schutzmaßnahmen, Infrared Counter Measures und Radar-Amplifier, sowie IR-Signature-Shaping, um eine realistischere Zieldarstellung zu ermöglichen.